# Wama Yizu Baizu Xiang
Wama Yizu Baizu Xiang (kinesiska: 瓦马, 瓦马彝族白族乡) är en socken i Kina. Den ligger i provinsen Yunnan, i den sydvästra delen av landet, omkring 380 kilometer väster om provinshuvudstaden Kunming. Antalet invånare är 24 605. Befolkningen består av 11 878 kvinnor och 12 727 män. Barn under 15 år utgör 19,0 %, vuxna 15-64 år 71 %, och äldre över 65 år 9,0 %.
Genomsnittlig årsnederbörd är 1 080 millimeter. Den regnigaste månaden är juli, med i genomsnitt 291 mm nederbörd, och den torraste är januari, med 7 mm nederbörd.